# Otłoczyn
Otłoczyn è un villaggio nel distretto amministrativo di Aleksandrów Kujawski, all'interno del Distretto di Aleksandrów Kujawski nel Voivodato della Cuiavia-Pomerania, nella Polonia centro-settentrionale.
Si trova 5 km a nord di Aleksandrów Kujawski e 16 km a sud-est di Toruń.
Il villaggio ha 577 abitanti.
È noto anche per l'incidente ferroviario di Otłoczyn, avvenuto nel 1980 e che causò 65 morti, risultando il peggiore incidente ferroviario della storia polacca dopo la seconda guerra mondiale. Oggi il disastro viene ricordato da un monumento in prossimità del villaggio.